# Охтервелт, Якоб
Я́коб Лукас О́хтервелт, Я́коб Лукас О́хтерфелт (нидерл. Jacob Lucasz Ochtervelt, Jakob Ugtervelt); февраль 1634, Роттердам — 1 мая 1682, Амстердам) — голландский рисовальщик и живописец бытового жанра, один из наиболее известных малых голландцев. Годы творчества художника совпали с временем заката Золотого века голландской живописи.

## Биография
Крупнейшими современниками Охтервелта были Ян Вермеер Делфтский, Герард Терборх, Питер де Хох. Однако несмотря на его плодотворную работу, творчество Якоба Охтервелта игнорировали три главных историографа искусства XVII века: Андре Фелибьен, Иохаим фон Зандрарт и Роже де Пиль. Впервые художник был упомянут Арнольдом Хоубракеном в «Великом театре нидерландских художников и художниц» (De Groote Schouburgh der Nederlantsche Konstschilders en Schilderessen; 1718—1721), который писал, что «Якоб Угтервелт (Jakob Ugtervelt) был учеником Н. Берхема в тот же период, что и Питер де Хох (Pieter de Hooge), и который прославился своими интерьерами с кавалерами и дамами, но без особой перспективы дальних планов, что требует определённой математической проницательности и навыков».
Из более поздних источников следует, что Якоб ван Охтервелт был учеником живописца Николаса (Класа) Берхема в Харлеме, а также что он делил мастерскую Берхема с Питером де Хохом и был учеником Франса ван Мириса Старшего.
После обучения в Харлеме Якоб в 1655 году вернулся в Роттердам, где стал учеником Людольфа де Йонга. В том же году женился на Диркье Местерс (Dirkje Meesters). С 1655 по 1672 год работал в Роттердаме.
После французского нашествия 1672 года Якоб Охтервелт покинул Роттердам, и с 1674 до последнего года жизни (1682) жил и работал в Амстердаме недалеко от Монетной башни. Похоронен в католической капеле Ньювезейдс (Nieuwezijds) в Амстердаме.

## Творчество
Якоб Охтервелт писал пейзажи с пастухами и возчиками, с фигурами людей и животных, часто сочетая типично нидерландский пейзаж с «мифологическими фигурами». С Франсом Мирисом и Питером де Хохом Охтервелта роднит пристрастие к изображению сцен в жилых интерьерах типично голландского дома с фигурами и некоторой «кукольностью» в изображении голов и рук персонажей.
Излюбленный мотив картин Охтервелта — встреча хозяев на пороге своего дома с разного рода визитёрами: с разносчиками товаров («Покупка рыбы», ок. 1680, ГМИИ, Москва) с уличными музыкантами («Уличные музыканты (Менестрели)», 1682, Рейксмюсеум, Амстердам).
В своих композициях мастер использует выигрышное противопоставление фигур: с одной стороны, освещённые со спины лучами льющегося из дверного проёма света посетители, с другой — мягко, объёмно вылепленные фронтальным светом обитатели жилища.
Сцены переданы с живым участием и с известной долей психологической занимательности. Хотя ван Охтервелт несколько уступает в ювелирной точности рисунка и филигранной отделке живописной поверхности ведущим мастерам этого жанра — Герарду Терборху или Габриелю Метсю, его картины уникальны, несмотря на то, что автор неоднократно повторял свои композиции в разных вариантах.
В санкт-петербургском Эрмитаже имеется три картины Охтервелта: «Покупка рыбы», «Покупка винограда» и «Концерт». Картина «Покупка рыбы» известна в двух вариантах: один остался в Эрмитаже, другой в 1924 году передан в Музей изобразительных искусств им. А. С. Пушкина в Москве. Другая картина, «Покупка винограда», имеет собственную историю. В начале XVIII века агенты царя Петра I Юрий Кологривов и Осип Соловьев закупили в Гааге, Амстердаме, Брюсселе и Антверпене 281 картину для дворца Монплезир в Петергофе. Среди них, наряду с произведениями Якоба Охтервелта, Яна Стена, Симона де Флигера, Яна Фейта, и первую из работ Рембрандта в России, картину «Прощание Давида с Ионафаном».

## Галерея

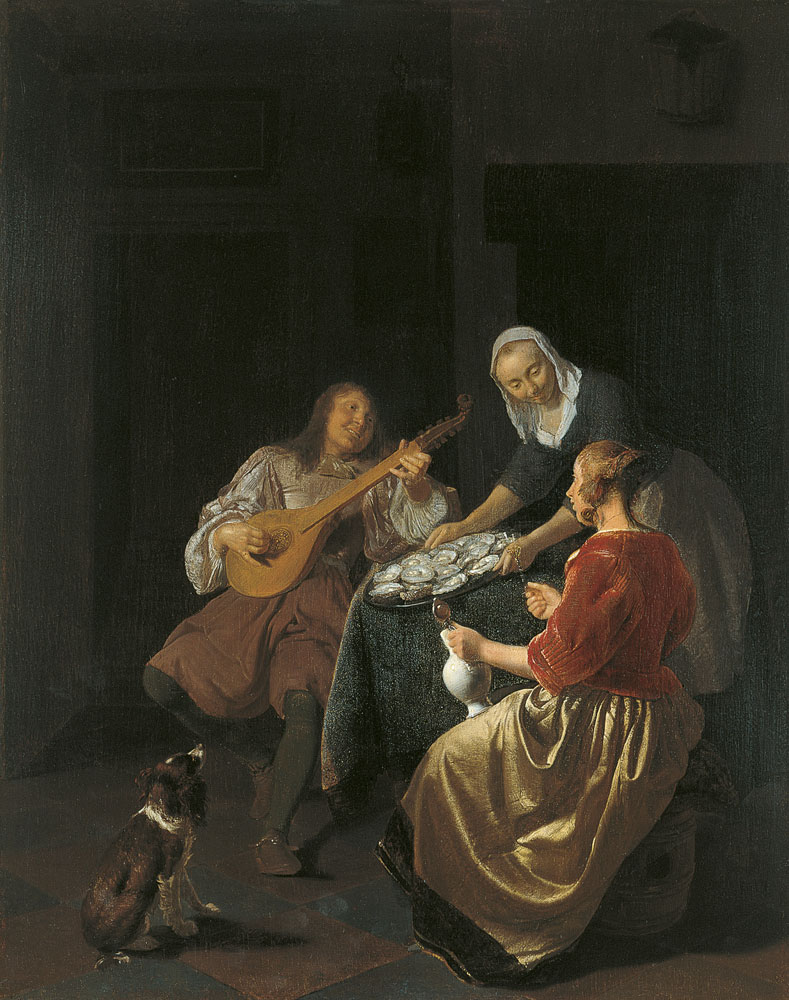
Едоки устриц. Между 1665 и 1669. Дерево, масло. Музей Тиссена-Борнемисы, Мадрид
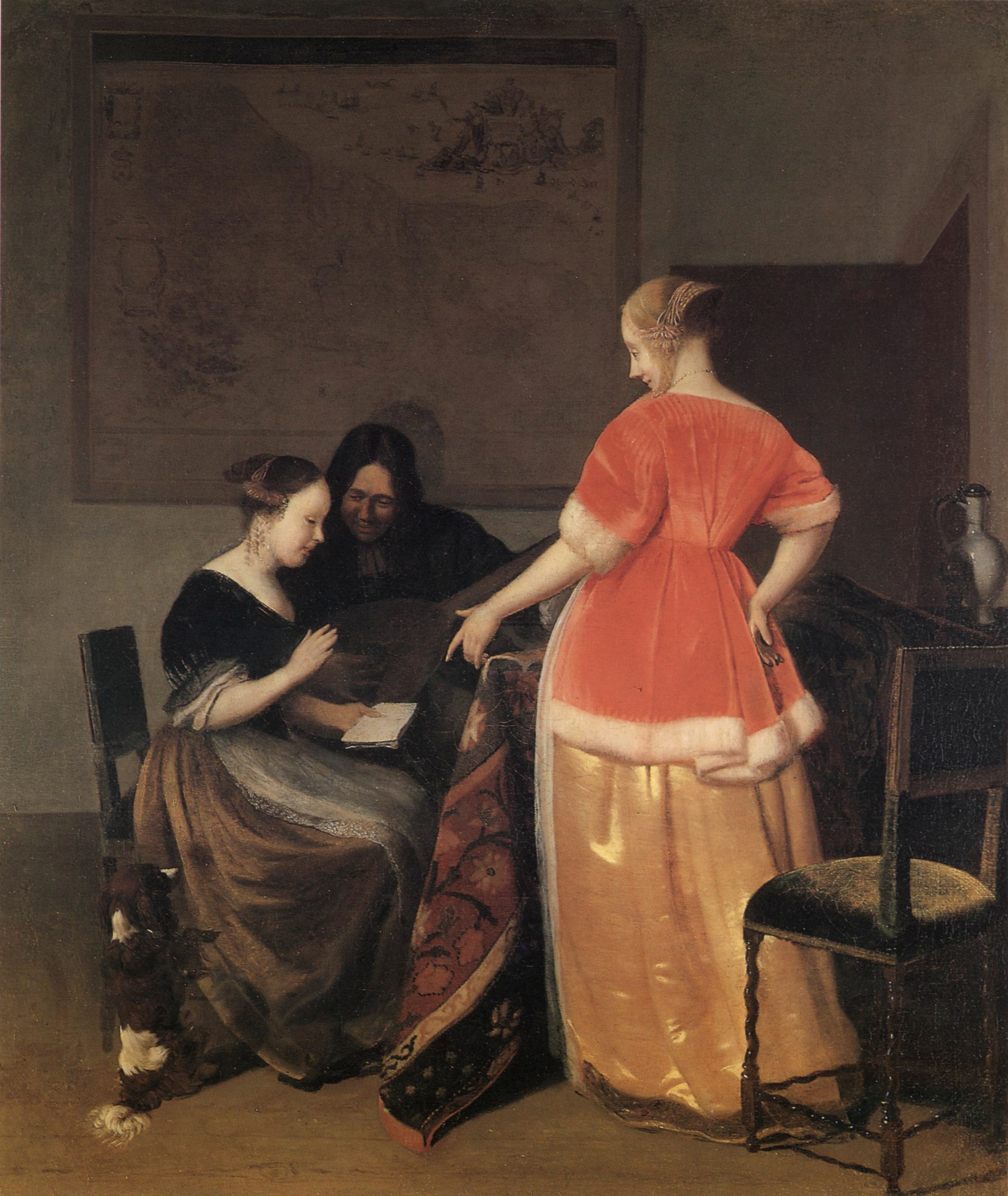
Музицирующая пара и наблюдающая за ними женщина. Деталь. Ок. 1667. Холст, масло. Музей Райса—Энгельхорна, Мангейм
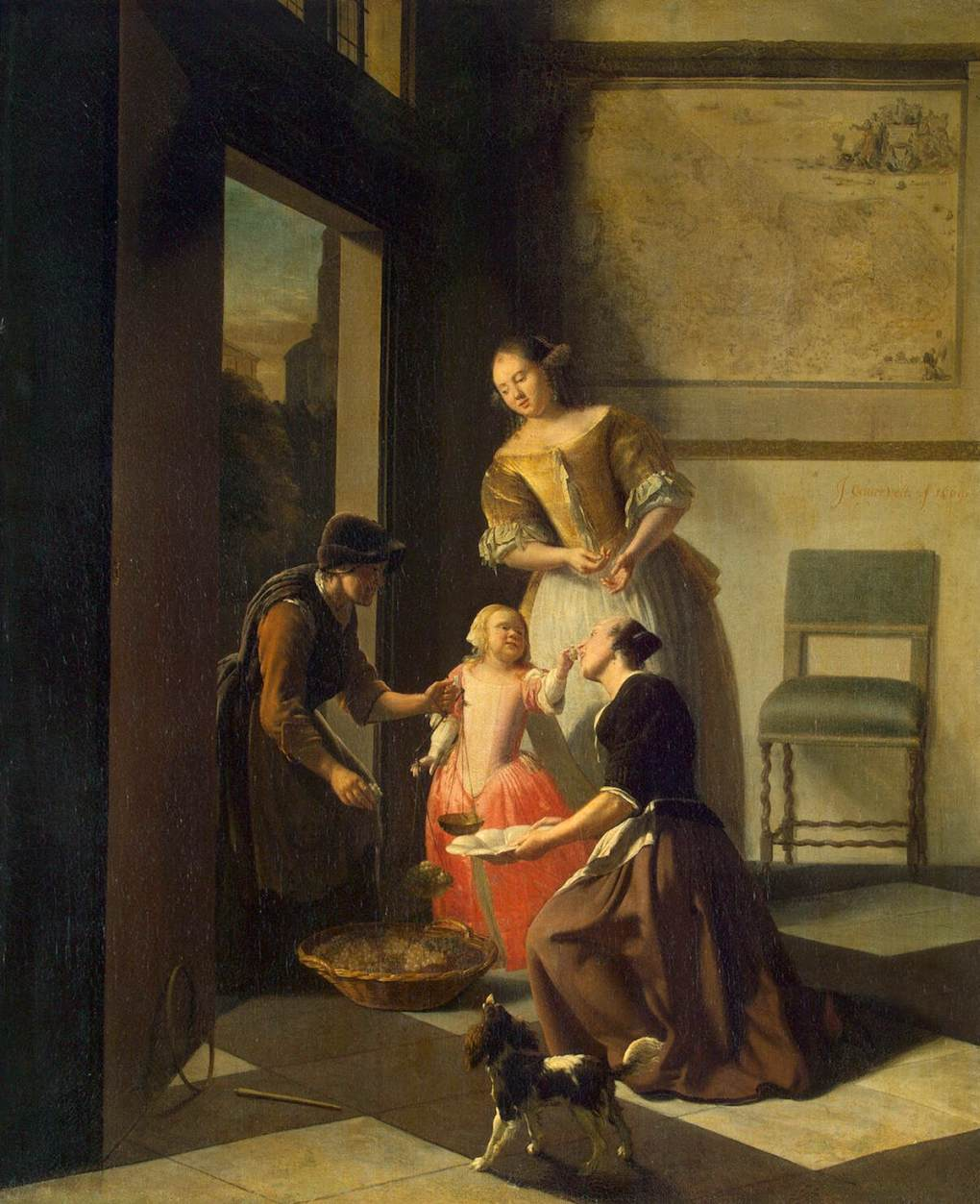
Покупка винограда. 1669. Холст, масло. Государственный Эрмитаж, Санкт-Петербург
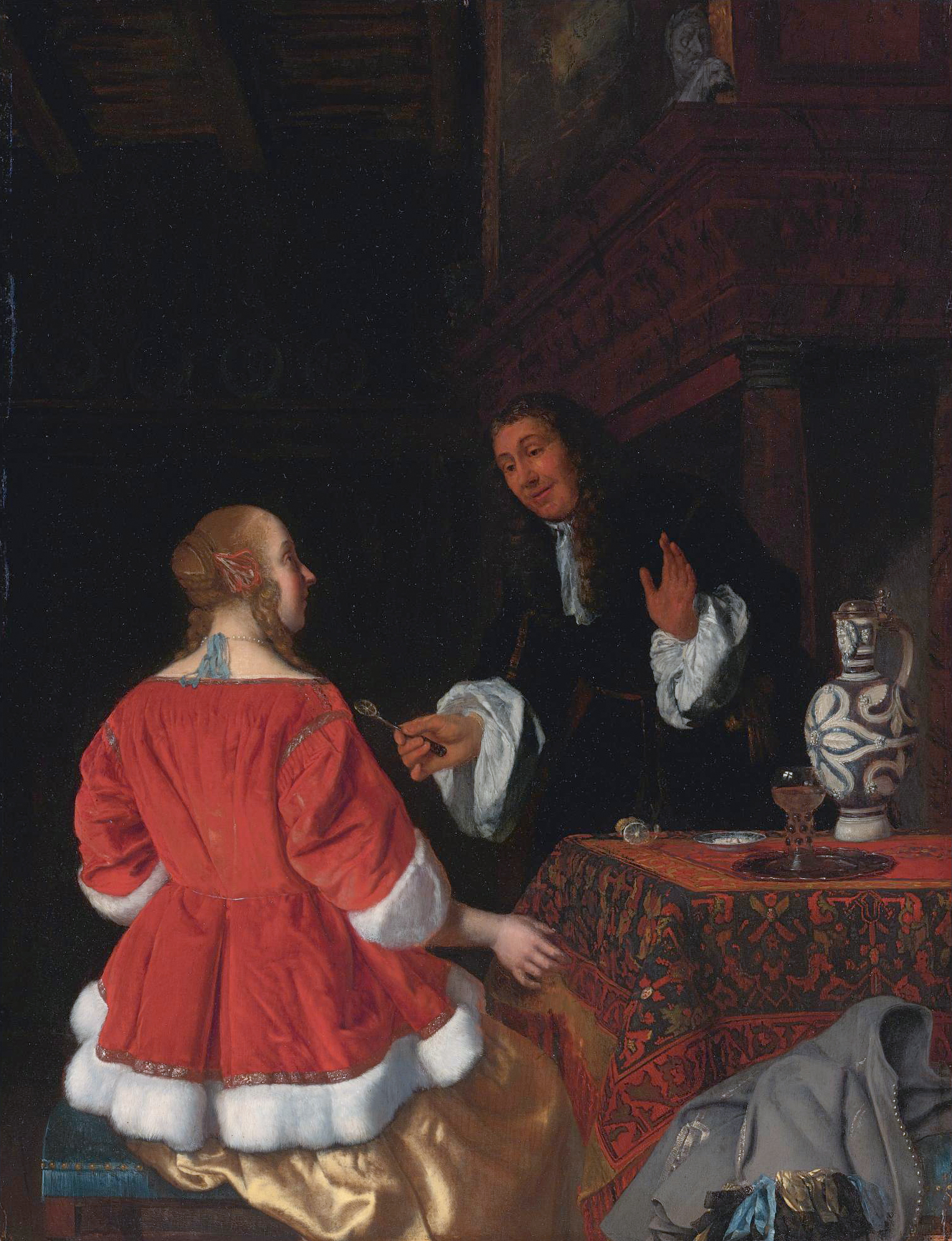
Ломтик лимона. Ок. 1667. Дерево, масло. Частное собрание
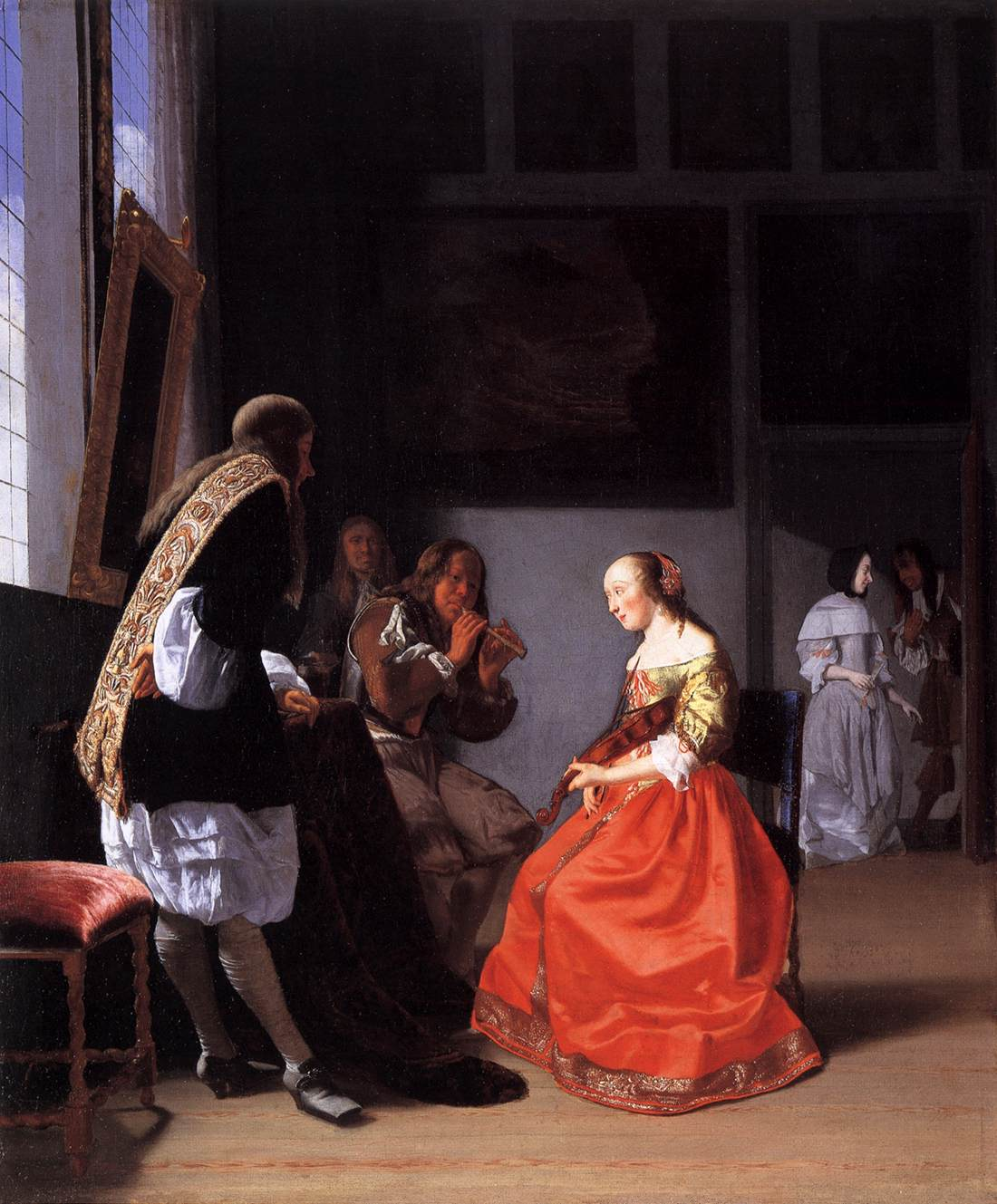
Музыкальная компания. Ок. 1668. Холст, масло. Художественный музей Кливленда, Огайо, США
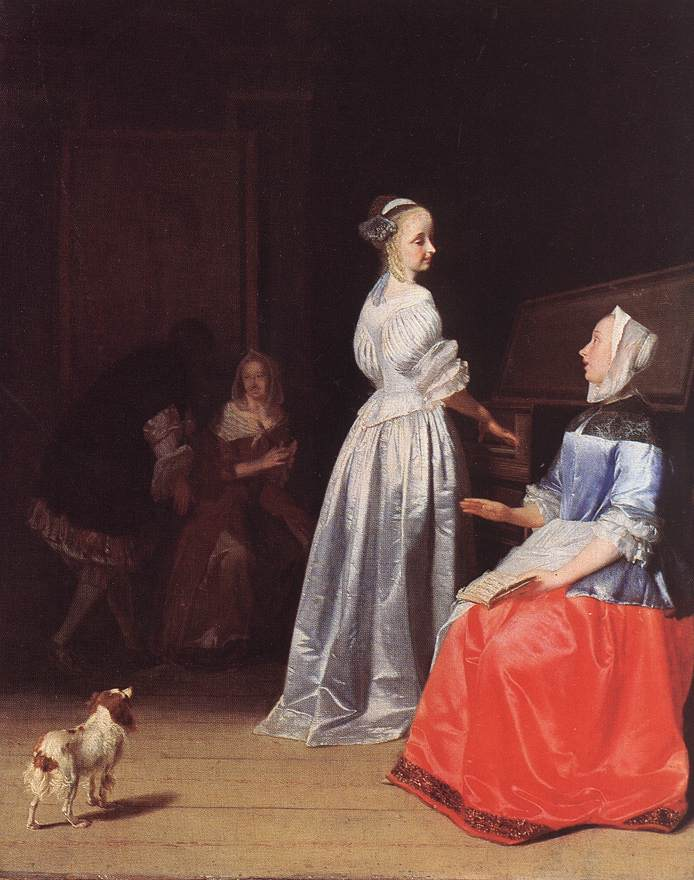
Репетиция песни. Холст, масло. Музей земли Гессен, Кассель
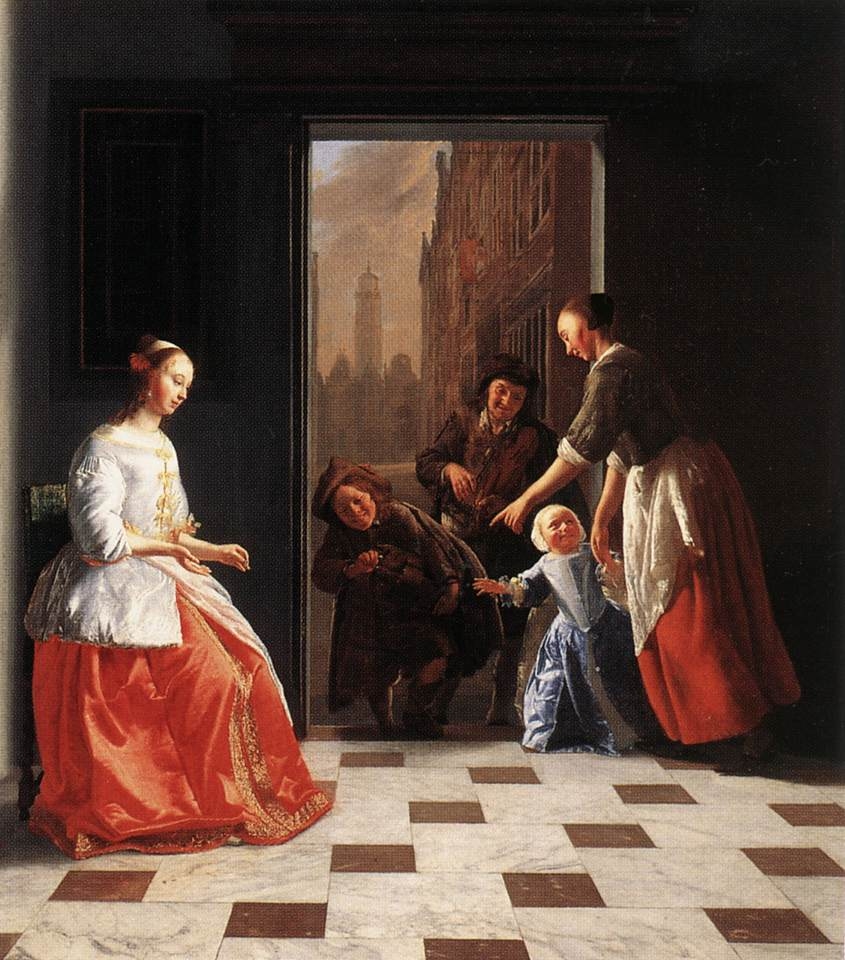
Уличные музыканты у дверей дома. 1665. Холст, масло. Музей искусств, Сент-Луис, США
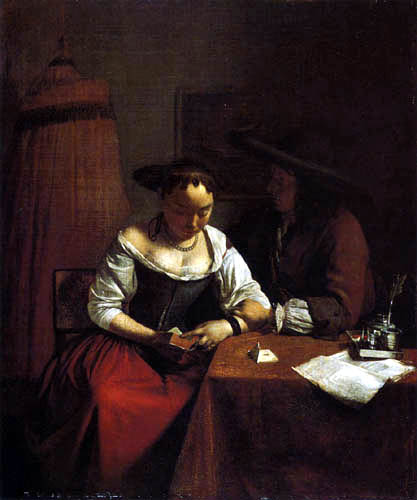
Любовное предложение в придачу к чтению. Ок. 1680. Холст, масло. Кунстхалле, Карлсруэ